# Кисегач (Каслинский район)
Кисегач — посёлок в Каслинском районе Челябинской области России. Входит в состав Тюбукского сельского поселения.

## География
Находится на северном берегу озера Большой Кисегач, примерно в 7 км к северо-северо-востоку (NNE) от районного центра, города Касли, на высоте 236 метров над уровнем моря.

## История
Кисегач был основан в 1930 году. На территории посёлка находилось отделение колхоза «Красный Партизан», а с 60-х годов XX века — отделение Тюбукского совхоза.

## Население
| 2002 | 2010 |
| ---- | ---- |
| 45   | ↘29  |

По данным Всероссийской переписи, в 2010 году численность населения посёлка составляла 29 человек (15 мужчин и 14 женщин).

## Улицы
Уличная сеть посёлка состоит из 3 улиц.